# Torsten Spanneberg
Torsten Spanneberg (* 13. April 1975 in Halle (Saale)) ist ein ehemaliger deutscher Schwimmer.

## Werdegang
Torsten Spanneberg begann seine Sportkarriere mit sechs Jahren im Trainingszentrum Halle-Neustadt beim SSV 70 Halle-Neustadt. Im Jahr 1986 wechselte er zum SV Halle und gewann 1992 seine erste Goldmedaille bei den Juniorenweltmeisterschaften mit der 4-mal-100-Meter-Freistilstaffel. Bei den Olympischen Sommerspielen 2000 gewann er die Bronzemedaille in der 4-mal-100-Meter-Lagenstaffel. Er nahm außerdem an den Olympischen Sommerspielen 2004 teil. Bereits im Jahr 2000 wechselte er studienbedingt zur SG Neukölln. Sein Trainer ist Norbert Warnatzsch. Für den Gewinn der Bronzemedaille bei den Olympischen Sommerspielen 2000 wurde er von Bundespräsident Johannes Rau mit dem Silbernen Lorbeerblatt ausgezeichnet.

## Weitere Erfolge
- sechsfacher Deutscher Meister auf der Langbahn (1994 und 1995 jeweils über 50 und 100 m, 1997 über 100 m, 2001 über 50 m)
- einmal Deutscher Mannschaftsmeister mit der SG Neukölln (2001)
- dreifacher Deutscher Kurzbahnmeister (2001 über 50 und 100 m, 2002 über 100 m)

## Bestzeiten

### Langbahn
- 50 m Freistil: 0:22,66 min
- 100 m Freistil: 0:49,35 min
- 200 m Freistil: 1:49,32 min

### Kurzbahn
- 50 m Freistil: 0:21,98 min (Kurzbahn)
- 100 m Freistil: 0:47,92 min (Kurzbahn)
- 200 m Freistil: 1:46,05 min (Kurzbahn)

## Rekorde
| Deutsche Rekorde (1)                               | Deutsche Rekorde (1) | Deutsche Rekorde (1) | Deutsche Rekorde (1) |
| -------------------------------------------------- | -------------------- | -------------------- | -------------------- |
| 4 × 100 m Freistil (mit Kruppa, Conrad und Herbst) | 03:15,98 min         | 29. Juli 2003        | Barcelona            |
| (Stand: 1. August 2008)                            |                      |                      |                      |